# Eugène Bellangé
Pour les articles homonymes, voir Bellangé.
Eugène Bellangé né à Rouen le 16 février 1837 et mort à Paris le 3 mai 1895 est un peintre français.

## Biographie
Eugène Bellangé est le fils du peintre Hippolyte Bellangé. Il est élève de son père et de François Édouard Picot à l'École des beaux-arts de Paris. Comme son père, il s'est consacré aux tableaux de batailles et de scènes militaires, œuvres de petites dimensions, ainsi que des scènes de genre.
Après la guerre franco-allemande de 1870, il espace ses envois au Salon, renonçant, dans ses dernières années, à exposer au Salon des artistes français ; on le rencontrait encore, avec des toiles anciennes, au Salon des indépendants. Il participa encore, l’année de sa mort, au Salon du Champ-de-Mars, avec une série d’études de têtes de morts.
Il avait son atelier au 57, rue de Douai, ancien atelier de son père. Il succombe à une apoplexie et est inhumé au cimetière de Montmartre.

## Salons
- Salon de 1861 : Un épisode de Magenta.
- Salon de 1865 : Un écarté à la cantine, camp de Boulogne.
- Salon des artistes français de 1887 : Un jour de barbe au camp de Châlons, zouaves de l'ex-garde.

## Expositions
- 1883 : Les Petites-Dalles, La Maison du sabotier.

## Publications
- Gustave de Ridder, Eugène Bellangé, Henri Felix Emmanuel Philippoteaux, « La fin du Salon de 1887 », Revue normande et parisienne, juin 1887.
- Lieutenant Réthoré, Historique abrégé du 92e régiment d'Infanterie. Rédigé par M. le lieutenant Réthoré, sous les auspices de M. le colonel Paquette, illustrations d'Hippolyte Bellangé et Henri Félix Emmanuel Philippoteaux, Paris, Limoges, chez Henri-Charles Lavouzelle, 1892.
- Paul Laurencin, Nos zouaves. Historique, organisations, faits d'armes, les régiments, vie intine, cent illustrations par Jean Adolphe Beaucé, Eugène Bellangé, Hippolyte Bellangé, Étienne-Prosper Berne-Bellecour, Étienne-Gabriel Bocourt, Cherrier, Gaston Claris, Édouard Detaille, Marie Adolphe d'Otémar, Alexandre Protais, Horace Vernet, Adolphe Yvon, J. Rothschild éditeur, Paris, 1888 (en ligne sur Gallica).

## Collections publiques

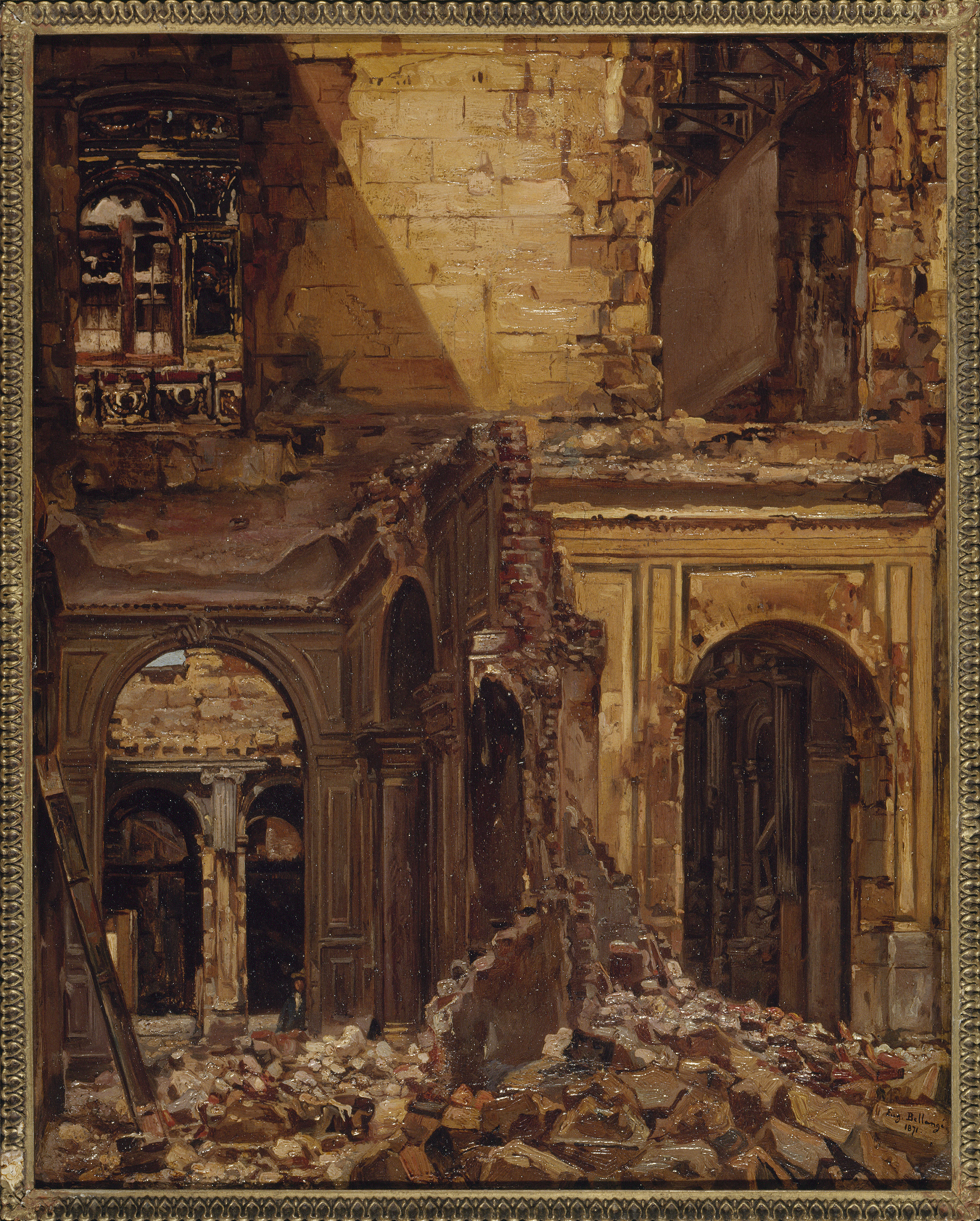
Ruines des Tuileries après l'incendie de 1871, Paris, musée Carnavalet.

- Dole, musée des Beaux-Arts : La Garde à Magenta, 1861, huile sur toile[5].
- Dieppe, château de Dieppe : Les Falaises et le château de Dieppe, ou Vue du château de Dieppe, 1879, huile sur toile, 48 × 65 cm[6].
- La Défense, Centre national des arts plastiques, Mort d'un officier de zouaves, 1859, huile sur toile, 138 × 170 cm[7].
- Paris :
  - musée de l'Armée :
    - Le Chien, soldats d'infanterie au camp de Châlons en 1864. La partie de loto, 1865, huile sur toile, 98 × 138 cm[8] ;
    - Le Camp de Châlons, sous le Second Empire.

  - musée Carnavalet : Ruines des Tuileries après l'incendie de 1871, huile sur toile[9].
- Rouen, musée des Beaux-Arts : Lac de Genève près de Divonne, huile sur toile, 29 × 38 cm[10].
- Wœrth, musée de la bataille du 6 août 1870 : La Charge héroïque des Turcos, 1889, huile sur toile, 114 × 146 cm[11].
- Mers-les-Bains, Hôtel de ville : Souvenir de Mers-les-Bains, +/-1885, huile sur toile, 48 × 49 cm.

## Iconographie
- Étienne Carjat, Eugène Bellangé, 1865, photographie, Paris, Bibliothèque nationale de France.